# Марусяк Дмитро
Марусяк Дмитро — один з ватажків карпатського опришківства початку XIX століття.

## Життєпис
Народився в с. Космач (нині село Івано-Франківського району Івано-Франківської області) в бідняцькій родині. З дитинства служив у наймах: пас вівці, корчував ліс. Потрапивши до опришків, незабаром очолив їхній загін. З ним він напав на свого колишнього господаря І.Бойка в с. Яблунька (нині село Богородчанського району) й помстився за попередні утиски. Успішно діяв у Галичині та Угорщині. За народними переказами, відзначався чесністю і справедливістю. Імовірно, був схоплений і певний час знаходився з кількома іншими опришками у в'язниці в Кутах, але спромігся 1814 року втекти. Місцевою пресою та владою його тоді було оголошено в розшук, обіцяна велика грошова винагорода за затримання. Після того, за деякими даними, продовжував нападати на маєтки можновладців і багатіїв. Зокрема, 1817 він ще активно діяв. Потім, щоб урятуватися від переслідування влади, «вийшов за кордон» і «зник безвісти». Марусяк став героєм багатьох історичних пісень і оповідань. На підставі деяких з них Гнат Хоткевич написав драму «Камінна душа».